# Каса Паунд
Каса Паунд (італ. CasaPound Italia) — італійський неофашистський рух та колишня політична партія. Станом на 2017 рік рух налічував близько 6000 осіб, осередки існують в усіх найбільших містах Італії.
Названий на честь американського поета Езри Паунда, рух Casapound став яскравим втіленням «нової правої» теорії, що приділяє левову частку уваги різноманітним суспільно корисним та культурним ініціативам. Широка соціально-просвітницька діяльність «Казапаунд» включає безкоштовну студію звукозапису для молодих гуртів й уроки гри на гітарі, бас-гітарі та ударних інструментах, розкрутку маловідомих талановитих авторів й організацію презентацій книжок, вистав, концертів та обговорення кінострічок, власний мистецький клуб, театральну школу, комп'ютерні ігри для дітей та інші форми дитячої зайнятості для соціалізації в гідному середовищі, а також мережу книгарень «LaTesta DiFerro». Рух «Казапаунд Італія» спілкується з прихильниками на радіохвилях «Radio Bandiera Nera» та видає щомісячник «Occidentale.» Значна увага приділяється і молодіжній субкультурі, тату, стилю, естетиці.
Спорт і заохочення спортивного способу життя в цілому — наріжний камінь Casapound, представлений екологічною організацією «La Foresta Che Avanza» і туристично-похідним проектом «La Muvra» (Муфлон). Є ряд недорогих спортивних клубів, футбольна академія, футбольна команда в місті Лечче, хокейна команда в Больцано, школа-команда з регбі в Римі, а також команда з водного поло, яка вже кілька разів потрапляла в другу лігу, боксерський клуб, заняття бразильським джиу-джитсу. Товариство «Istinto Rapace» сприяє парашутному спорту за помірну ціну. Також надаються уроки плавання з аквалангом в клубі «Diavoli di mare» («Морські чорти»). Мотоклуб «Scudere 7punto1» на додачу організовує різні суспільні заходи.
Розбудова руху на засадах солідаризму, взаємодопомоги, активної позиції в усіх суспільних царинах від Інтернету до туризму — ті кити соціальної політики «Казапаунд», що взяли за основу французький MAS («Mouvement d'action sociale») і шведський «Nordisk Ungdom», польська «Młodzież Wszechpolska» і литовський «Lietuvių Tautinio Jaunimo Sąjunga».

## Історія
CasaPound з'явився на світ 26 грудня 2003 року після захоплення будинку на вулиці Наполеона III в Римі. Шестиповерхову будівлю в самому серці Риму на вул. Наполеона III окупували майбутні активісти «Казапаунд» для того, щоб забезпечити житлом 20 італійських родин. Так було започатковано традицію «правого сквотингу» і сформульовано основний принцип соціальної політики «Казапаунд»: «Кожній італійській родині — дах над головою!». З того часу минуло 13 років. Зараз[коли?] цей рух налічує близько 5000 осіб, а подібні сквоти існують в усіх найбільших містах Італії.

## Діяльність
Широка соціально-просвітницька діяльність «Казапаунд» включає безкоштовну студію звукозапису для молодих гуртів й уроки гри на гітарі, бас-гітарі та ударних інструментах, розкрутку маловідомих талановитих авторів й організацію презентацій книжок, вистав, концертів та обговорення кінострічок, власний мистецький клуб, театральну школу, комп'ютерні ігри для дітей та інші форми дитячої зайнятості для соціалізації в гідному середовищі, а також мережу книгарень «LaTesta DiFerro». Рух «Казапаунд Італія» спілкується з прихильниками на радіохвилях «Radio Bandiera Nera» та видає щомісячник «Occidentale.» Значна увага приділяється і молодіжній субкультурі, тату, стилю, естетиці.
Спорт і заохочення спортивного способу життя в цілому — наріжний камінь Casapound, представлений екологічною організацією «La Foresta Che Avanza» і туристично-похідним проектом «La Muvra» (Муфлон). Є ряд недорогих спортивних клубів, футбольна академія, футбольна команда в місті Лечче, хокейна команда в Больцано, школа-команда з регбі в Римі, а також команда з водного поло, яка вже кілька разів потрапляла в другу лігу, боксерський клуб, заняття бразильським джиу-джитсу. Товариство «Istinto Rapace» сприяє парашутному спорту за помірну ціну. Також надаються уроки плавання з аквалангом в клубі «Diavoli di mare» («Морські чорти»). Мотоклуб «Scudere 7punto1» на додачу організовує різні суспільні заходи.